# 윈도우 라이브 갤러리
윈도우 라이브 갤러리(Windows Live Gallery)는 마이크로소프트의 윈도우 라이브 서비스의 일부이다. 다음과 같은 다양한 윈도우 라이브 서비스와 제품을 위한 가젯, 확장 기능, 추가 기능을 위한 중심이다.
- 가젯
  - 윈도우 사이드바용
  - 윈도우 사이드쇼용
  - 라이브 닷컴용
  - 윈도 라이브 스페이스, 윈도우 라이브 이벤트
- 라이브 닷컴 서비스 모임
- 윈도우 라이브 툴바 버튼 및 사용자 정의 버튼
- 윈도우 검색 추가 기능 및 응용 프로그램
- 라이브 검색 매크로
- 윈도우 라이브 메신저
  - 윈도우 라이브 에이전트 및 액티비티
  - 이모티콘, 윙크, 사진 표시
  - 윈도우 라이브 라이터 추가 기능

## 같이 보기
- 윈도우 라이브